# Marie van Riet
Pour les articles homonymes, voir van Riet.
Marie van Riet, née le 30 septembre 2003 à Bruges, est une joueuse professionnelle de squash représentant la Belgique. Elle atteint en février 2024 la 185e place mondiale sur le circuit international, son meilleur classement. Elle est championne de Belgique en 2024.

## Biographie
En 2024, elle est championne de Belgique. La même année, elle est championne d'Europe par équipes avec les sœurs Nele et Tinne Gilis et Chloé Crabbé.

## Palmarès

### Titres
- Championnats de Belgique : 2024
- Championnats d'Europe par équipes : 2024

### Finales
- Championnats d'Europe par équipes : 2025